# Detroit Wheels
En su única temporada, los Detroit Wheels, un equipo de fútbol americano que actualmente no juega en Detroit sino en Ypsilanti, a unos 60 kilómetros del centro de Detroit, que jugaron en la World Football League. Sólo duraron un año, 1974, y ni siquiera fue una temporada completa. Luego de 14 partidos, de los cuales ganaron uno y perdieron 13, jugando sus partidos de local en el Rynearson Stadium de la Universidad de Míchigan Oriental, la WFL sacó a la financialmente asediada franquicia.
El equipo fue fundado por 10 inversionistas el 13 de diciembre de 1973, y creció a un grupo de 32 o 33 miembros. Entre sus propietarios se encontraban el cantante de Motown Marvin Gaye y la vicepresidenta de Motown records Esther Edwards. Otro propietario que mucha gente de Detroit debe conocer es Mike Ilitch (propietario de los Red Wings y los Tigers).
- Datos: Q5266048